# لکهیپور
لکهیپور (به انگلیسی: Lakhipur) یک منطقهٔ مسکونی در هند است که در بهار واقع شده‌است. لکهیپور ۱۲٬۵۴۵ نفر جمعیت دارد و ۲۲ متر بالاتر از سطح دریا واقع شده‌است.